# Капетан фрегате
Капетан фрегате је у Војсци Србије и у армијама већине земаља чин официра за команданте фрегата као и за старешине који обављају дужности начелника штаба, помоћника или заменика команданта линијских бродова. У Војсци Србије у чин капетан фрегате унапређује се капетан корвете који испуњава опште услове за унапређење, а који је постављен на формацијску дужност капетана фрегате, на тој дужности провео једну годину и ако је у претходном чину провео најмање четири године.
Чин капетан фрегате се први пут појавио у француској и енглеској војсци. Током Народноослободилачког рата у НОВ и ПОЈ уведен је 1946. године и звао се Капетан 2. ранга по угледу на Црвену армију. 1955. назив му је преименован у садашњи и као такав постојао је и у Југословенској народној армији, Војсци Југославије и Војсци Србије и Црне Горе.
У копненој војсци чин капетана фрегате одговара чину потпуковника.

## Галерија
- Наруквна ознака
капетана фрегате у војсци Краљевине СХС / Краљевине Југославије
- Еполета капетана фрегате у војсци Краљевине Срба, Хрвата и Словенаца / Краљевине Југославије
- Еполета капетана фрегате  ЈНА, Војске Југославије и Војске Србије и Црне Горе